# Julian Green (Eisschnellläufer)
Julian Walter Green (* 3. November 1965 in Birmingham) ist ein ehemaliger britischer Eisschnellläufer.
Green lief zu Beginn der Saison 1987/88 in Heerenveen seine einzigen Rennen im Eisschnelllauf-Weltcup und kam dabei auf den 41. Platz über 1500 m und auf den 40. Rang über 5000 m. Im weiteren Saisonverlauf belegte er bei der Mehrkampfeuropameisterschaft 1988 in Den Haag den 29. Platz im Großen Vierkampf und bei den Olympischen Winterspielen 1988 in Calgary jeweils den 37. Platz über 1500 m und 5000 m, den 36. Rang über 1000 m sowie den 30. Platz über 10.000 m. Letztmals international startete er im folgenden Jahr bei der Mehrkampfeuropameisterschaft in Göteborg, wobei er erneut den 29. Platz im Großen Vierkampf errang.

## Persönliche Bestleistungen
| Disziplin | Zeit         | Datum             | Ort             |
| --------- | ------------ | ----------------- | --------------- |
| 500 m     | 40,17 s      | 14. Dezember 1987 | Heerenveen      |
| 1000 m    | 1:20,33 min  | 9. Januar 1988    | Baselga di Piné |
| 1500 m    | 1:59,41 min  | 13. Februar 1988  | Calgary         |
| 3000 m    | 4:13,40 min  | 17. Januar 1988   | Heerenveen      |
| 5000 m    | 7:13,20 min  | 13. Februar 1988  | Calgary         |
| 10.000 m  | 14:59,53 min | 13. Februar 1988  | Calgary         |